# Mahlon Loomis
Mahlon Loomis (21 de julio de 1826 – 13 de octubre de 1886) fue un dentista estadounidense conocido por proponer un sistema de comunicaciones y transmisión de energía inalámbrico basado en su idea de cargar una capa de la atmósfera de la Tierra. 

## Historia temprana
Loomis, un dentista  de Washington D. C., aseguró haber transmitido señales en octubre de 1866 entre dos picos de montaña en la Cadena Azul a 21 km de distancia entre ellas, en el estado de Virginia, utilizando cometas como antenas, pero no identificó los nombres de sus testigos independientes.

### Patente
Loomis recibió la patente de EE. UU. número 129,971 para un telégrafo inalámbrico en 1872.  Esta patente de una página hace una afirmación imprecisa acerca de usar la electricidad atmosférica para eliminar el cable elevado utilizado por los sistemas existentes de telégrafo, pero no incluye ningún diagrama esquemático de cómo construirlo, ni teoría alguna de funcionamiento. Loomis se imaginaba torres "en las partes superiores de montañas altas, y así lograr penetrar o establecer una conexión eléctrica con el estrato atmosférico ... para formar el circuito eléctrico."
La patente de Loomis es sustancialmente similar a la patente de EE. UU. número 126,356 que fue recibida tres meses antes por William Henry Ward quién solicitó la patente el 29 de junio de 1871 cuando Loomis estaba promoviendo activamente su idea de usar electricidad atmosférica para las comunicaciones de telégrafo. La patente de Ward tampoco tiene ningún diagrama esquemático. En cambio, Ward ilustra y describe torres que giran al viento "para conducir una corriente aérea de electricidad a la porción media aislada de la torre, la pasa hacia arriba a través de la porción superior de la torre y sale a través del ventilador en la parte superior... de tal forma que la torre está recibiendo continuamente un suministro fresco y nuevo de electricidad".
Las dos patentes usan, en algunos sitios, un lenguaje casi idéntico:
"No utilizo baterías  artificiales, pero uso la electricidad libre de la atmósfera, cooperando con aquella de la tierra... Para propósitos de telegrafía y otros, tales como luz, calor y poder motivo." (Loomis)
"No utilizo baterías artificiales, formando mi circuito meramente al conectar la corriente aérea con la corriente de tierra... para el uso de líneas de tierra o de telégrafos, o para otros propósitos, como luz, calor, &c." (Ward)
En enero de 1873, el Congreso de Estados Unidos declinó el establecimiento de la Loomis Aerial Telegraph Company. Un congresista, abogando por el caso de Loomis en la Cámara, dijo que "él entreteje un sueño, y pueda ser solamente un sueño, un sueño salvaje que, cuando su propuesta llegue a ser plenamente aplicada, pueda alumbrar y calentar nuestras casas...." El mismo Loomis, se dirigió al Congreso en una ocasión, señalando que su propuesta funcionaba por "causar que las olas o vibraciones eléctricas pueden viajar alrededor del mundo, así como en la superficie de un lago tranquilo el círculo de una onda sigue a otra desde el punto de la perturbación hasta alcanzar las orillas más remotas, de esta forma es que desde cualquier cúspide de una montaña sobre el globo a otro conductor, que atravesará este plano y recibirá la vibración impresa, pueda ser conectada a un indicador que marcará la longitud y duración de la vibración; e indicará a través de cualquier sistema establecido de notación, convertible a lenguaje humano, el mensaje del operador en el punto de la primera perturbación."

### Análisis
Loomis notó que la transmisión solo era posible cuando las cometas volaban a la misma altitud sobre el suelo, lo cual parecía confirmar su hipótesis que  completaba un circuito de corriente directa a través de capas de la atmósfera que, según su hipótesis, llevaban tales corrientes. Hoy en día se sabe que este sistema no tiene ninguna base.
Loomis pudo haber basado su hipótesis en un descubrimiento de 1839 por el físico y matemático alemán Carl Friedrich Gauss, sobre una región de la atmósfera que conduce la electricidad, más tarde llamada la ionosfera, la cual tiene una altitud mucho mayor que la contemplada por Loomis.
Una versión del aparato de Loomis usaba una conexión a tierra en la estación transmisora, y un vacío de chispa a tierra en la receptora. Al cerrar el circuito al potencial de corriente directa cielo-tierra al transmisor, se habrían generado transitorios de frecuencia de radio; y si los cables de las cometas eran de la misma longitud (lo cual es posible si éstas estaban a la misma altitud por encima del suelo), el aparato receptor habría sido resonante y capaz de recibir dicha señal. Esto es lo que podría explicar su resultado :no la comunicación a través de la misma capa de la atmósfera, sino por el hecho de que los cables eran de la misma longitud